# Eddie Gomez
Edgar "Eddie" Gomez, född 4 oktober, 1944, är en jazzbasist född i Santurce, Puerto Rico, kanske mest känd för sitt arbete med Bill Evans Trio från 1966 till 1977.
Som barn emigrerade Gomez med sin familj till USA och växte upp i New York. Han började spela kontrabas i skolan vid 11 års ålder och när han var 13 började han på New York City High School of Music and Art. Han spelade i Newport Festival Youth Band (under ledning av Marshall Brown) från 1959 till 1961, och gick ut Juilliard år 1963.
Under sin karriär har han framträtt med jazzmusiker som Miles Davis, Dizzy Gillespie, Gerry Mulligan, Benny Goodman, Buck Clayton, Marian McPartland, Paul Bley, Wayne Shorter, Steve Gadd, Jeremy Steig, Herbie Hancock, Tony Williams, Al Foster, Chick Corea och Carli Muñoz. Time Magazine skrev: "Eddie Gómez har hela världen på sina strängar". Han tillbringade 11 år med Bill Evans Trio, där han gjorde framträdanden över hela USA, Europa och Asien, såväl dussin av album. Två av trions inspelningar vann Grammy Awards. Utöver det var han medlem i Manhattan Jazz Quintet.
Hans karriär består mest av arbetande som ackompanjatör, en position lämplig för hans snabba reflexer och flexibilitet. Utöver hans arbete som studiomusiker för många kända jazzmusiker har han spelat in album under eget namn för  Columbia Records, Projazz och Stretch. 
Gomez var även medlem i fusionbandet Steps Ahead.